# Корисні копалини Нової Каледонії
Корисні копалини Нової Каледонії.

## Загальна характеристика
Найважливішими корисними копалинами Н.К. є нікель і кобальт (табл. 1). Відомі поклади хромових, зал. руд і кам. вугілля, рудопрояви марганцю, золота, міді, свинцю, цинку, олова, вольфраму.
Таблиця. Основні корисні копалини Нової Каледонії станом на 1999 р.

## Окремі види корисних копалин
Нікель і кобальт. Оцінки підтверджених запасів нікелю в Новій Каледонії неоднозначні. Так за даними Геологічної служби США підтверджених запасів нікелю з середнім вмістом його в рудах понад 2.5-2.7%, становлять 2 млн т. За оцінкою фахівців РФ підтверджені запаси руд з середнім вмістом нікелю бл. 2.1% становили на початок 1998 р. 5.2 млн т. (табл.).
У Новій Каледонії відомо до 1500 родовищ силікатних руд нікелю. Верхні горизонти кори вивітрювання представлені залізистими латеритами, які в нижній частині (на глибині 10-27 см) збагачені ґарнієритом. Ґарнієрит утворює гнізда, в яких він цементує уламки брекчій, і прожилки, а також жили потужністю від 0,1 до 45 м, в середньому 1 м.  Вони простежуються на глибину 50-100 м, іноді до 150 м. У низах кори вивітрювання зустрічаються руди із вмістом 3-4% Со; вміст нікелю досягає 3-4 %.    
За запасами нікелевих руд Н.К. займає 4-е місце у світі після Канади, Росії та Куби (1998-1999), за запасами кобальту – 3-є місце у світі (після Конго-Кіншаса та Куби). 
На тер. країни відомий ряд великих родов. силікатних руд (Тіо, Поро, Непуї і інш.), приурочених до пліоцен-четвертинних кір вивітрювання на ультраосновних породах. Родовища також належать до латеритного кобальт-нікелевого геолого-промислового типу. 
Рудоносні кори вивітрювання неоген-четвертинного віку приурочені до серпентинізованих перидотитів і займають третину поверхні острова. Потужність кори вивітрювання 20-100 (150) м. Виділяються рудні горизонти залізистих латеритів (0.1-0.2% кобальту) і гарнієрит-серпентинітових порід (0.02-0.1%). Потужність рудних покладів, що розробляються 1.8-9 м, глибина залягання – 3-9 м.
Залізо і хром. Рудопрояви зал. руд численні, але невеликі за запасами. Єдиний геолого-промисловий тип – залізисті латерити кір вивітрювання на гіпербазитах. У ґетит-гематитових рудах вміст Fe 30-65%. Руди збагачені хромом (понад 1%), що знижує їх якість.
Запаси хромових руд незначні. Вони утворюють скупчення або лінзи вкраплених руд в гіпербазитах. Єдине родов., що розробляється розташоване в р-ні м. Тієбагі. 
Родовища вугілля промислового значення не мають.